# District de Xiufeng
Le district de Xiufeng (秀峰区 ; pinyin : Xiùfēng Qū) est une subdivision administrative de la région autonome du Guangxi en Chine. Il est placé sous la juridiction de la ville-préfecture de Guilin.

## Démographie
La population du district était de 103 984 habitants en 2010.